# Temporada de ciclones na região da Austrália de 1998-1999
A temporada de ciclones da região da Austrália de 1998-1999 foi uma temporada de ciclones tropicais acima da média que destacou Gwenda, o ciclone tropical mais intenso da região australiana (mais tarde empatado com Inigo em 2003). Começou em 1 de novembro de 1998 e terminou em 30 de abril de 1999. O plano operacional de ciclones tropicais regionais também define um ano de ciclones tropicais separadamente de uma temporada de ciclones tropicais, que vai de 1 de julho de 1998 a 30 de junho de 1999.
Os ciclones tropicais nesta área são monitorados por quatro Centros de Alerta de Ciclone Tropical (TCWCs): o Australian Bureau of Meteorology em Perth, Darwin e Brisbane ; e TCWC Port Moresby em Papua Nova Guiné.

## Sistemas

### Ciclone tropical Zélia
Esta tempestade desenvolveu-se perto da Ilha Cocos.

### Ciclone tropical severo Alison
Uma depressão tropical formou-se em 6 de novembro de 1998 perto da Ilha do Coco. A depressão tropical rapidamente se fortaleceu no ciclone tropical Alison no mesmo dia. Alison tinha 130 anos milhas a nordeste da Ilha Cocos e estava se movendo para sudeste. Alison passou apenas 25 milhas ao sul de Cocos trazendo ventos fortes para a ilha. Em 11 de novembro, Alison encontrou cisalhamento do vento que enfraqueceu a tempestade e em 13 de novembro a tempestade se dissipou.

### Ciclone tropical severo Billy
O Billy foi formado em 1 de dezembro de 1998 na costa noroeste da Austrália. A tempestade moveu-se quase ao sul antes de atingir a costa perto de Onslow, Austrália Ocidental. As estimativas de danos da Austrália não estão disponíveis.

### Ciclone tropical severo Thelma
Em 3 de dezembro, uma depressão tropical se formou no Mar de Arafura, a 250 milhas leste-nordeste de Darwin. O sistema derivou para sudoeste, fortalecendo-se no Ciclone Tropical Thelma em 6 de dezembro. Thelma continuou a se intensificar conforme se virava para o sul-sudoeste, atingindo a categoria 5 de força na escala de ciclone australiana ao roçar as ilhas Tiwi. O ciclone Thelma atingiu um pico de 140 mph com uma pressão mínima de 925 mbar no dia 8, e atingiu a costa oeste da Austrália no dia 10. Depois de atingir o continente, a tempestade atingiu a linha da costa e rapidamente se transformou em uma tempestade tropical. As condições favoráveis no alto permitiram que continuasse uma tempestade tropical até o dia 15, quando a tempestade se dissipou perto de Port Hedland. Thelma foi responsável por chuvas moderadas e árvores derrubadas, mas não causou vítimas devido à escassa população de onde atingiu.

### Baixa tropical
Em 3 de dezembro, uma área de convecção concentrada desenvolveu-se a partir de um vale de monções sobre o Oceano Índico. No dia seguinte, a RSMC La Reunion emitiu um comunicado sobre esse sistema, rotulando-o de "A3". Nos dias seguintes, a área se deslocou para o leste, para a região australiana, e se organizou lentamente. O centro de alerta em Perth iniciou boletins sobre a baixa tropical em 7 de dezembro, quando o sistema foi localizado em 175 nm a oeste-noroeste da Ilha Cocos. A baixa permaneceu essencialmente estacionária pelas próximas 48 horas, enquanto enfraquecia lentamente. Perth interrompeu os boletins no dia 8, mas continuou acompanhando a baixa pelos próximos dias. Os remanescentes da baixa deriva para o leste a um ponto cerca de 150 mn norte-noroeste de Cocos. Há uma possibilidade significativa de que esse baixo seja o mesmo persistente que se desenvolveu no ciclone tropical Cathy.

### Ciclone tropical Cathy
Esta tempestade desenvolveu-se perto das Ilhas Coco.

### Baixa tropical
Uma perturbação tropical foi observada pela primeira vez pelo JTWC no Golfo de Carpentaria em 25 de dezembro. O sistema se aprofundou à medida que se movia lentamente para o oeste nos próximos dois dias. A perturbação continuou a se intensificar no Território do Norte, até estagnar na fronteira de Queensland por alguns dias. Em 30 de dezembro, o sistema moveu-se sobre a água e começou a se desenvolver ainda mais, levando o TCWC Brisbane a emitir um Alerta de Ciclone Tropical para partes da costa sul do Golfo. A baixa virou para sul-sudeste logo depois, e os avisos foram cancelados quando se tornou aparente que o centro voltou para o interior. O sistema enfraqueceu no noroeste de Queensland e se dissipou em 2 de janeiro.
A baixa trouxe fortes chuvas para o estado de Queensland, com muitos centros relatando totais de 24 horas acima de 150 milímetros. Esta atividade de chuvas foi intensificada por uma calha de nível superior que trouxe chuvas tão ao sul quanto Sydney em 1º de janeiro. As inundações generalizadas fizeram com que alguns dos sistemas fluviais que alimentam o Lago Eyre atingissem o estágio de inundação. Pelo menos uma morte foi indiretamente atribuída à tempestade, quando a chuva forte e a neblina fizeram um carro sair de uma estrada ao norte de Brisbane.

### Ciclone tropical Olinda
O Ciclone Tropical Olinda existiu de 20 a 21 de janeiro.

### Ciclone tropical severo Damien – Birenda
O ciclone tropical severo Damien – Birenda existiu de 21 a 28 de janeiro.

### Ciclone tropical Pete
O ciclone tropical Pete existiu de 21 a 23 de janeiro.

### Baixa tropical 16P
Um vale de monções alongado se espalhou pelo norte da Austrália no final de janeiro. Em 22 de janeiro, o Joint Typhoon Warning Center começou a mencionar um distúrbio no Golfo de Carpentaria em seu diário Tropical Weather Outlook. A perturbação se dirigiu para o leste, do norte de Arnhem Land para o norte do Golfo. O TCWC em Darwin começou a emitir avisos em 24 de janeiro e um alerta de ciclone foi postado para partes da costa sul do Golfo. O JTWC emitiu um Alerta de Formação no início daquele dia e começou a emitir avisos no dia 25.
O sistema derivou lentamente na direção sul-sudoeste ao longo dos próximos dias. De acordo com estimativas do JTWC, o sistema se fortaleceu em uma tempestade tropical às 1200 UTC em 25 de janeiro. As condições se deterioraram em 26 de janeiro, quando o sistema sofreu algum cisalhamento vertical do vento e enfraqueceu. O JTWC observou que uma segunda circulação apareceu a leste da posição de alerta e que a entrada de ar seco levou a uma organização diminuída das depressões. Quando o mínimo era cerca de 125 nm a leste de Alyangula, Darwin emitiu o último aviso de vendaval e interrompeu os avisos sobre o sistema lento 24 horas depois.

### Baixa tropical 18S
Uma baixa tropical nomeada 18S existiu de 31 de janeiro a 14 de fevereiro.

### Ciclone tropical severo Rona
Rona formou-se no Mar de Coral e cruzou a costa de Queensland em 11 de fevereiro, causando grandes inundações entre Cairns e Townsville, com grandes danos às plantações. Ele acabou se transformando no ciclone tropical severo Frank no sul do Pacífico.

### Baixa tropical (26S)
Uma baixa tropical nomeada 26S existiu de 7 a 14 de março.

### Ciclone tropical severo Elaine
Atingindo a costa em 20 de março, este ciclone devastou a pequena cidade de Moora, onde casas e propriedades comerciais na cidade foram inundadas pelas enchentes e aproximadamente 1000 pessoas foram evacuadas.

### Ciclone tropical severo Vance
Uma depressão tropical formou-se no Mar de Timor em 16 de março de 1999. A tempestade durou antes de ser elevada ao status de ciclone e foi chamada de Vance. Em 19 de março, o ciclone Vance alcançou o status de categoria 3 ao se aproximar da costa australiana. Em 20 de março, Vance se tornou uma categoria 5 Ciclone australiano que atingiu a costa perto de Exmouth. Movendo-se para o sul, a interação com a terra enfraqueceu Vance e em 24 de março, a tempestade se dissipou antes de chegar a Victoria, Austrália.
O severo ciclone tropical Vance devastou a cidade de Exmouth no noroeste. Uma rajada de vento medida de 267 km/h, registado em 11,50 am (WST) 22 de março, no Learmonth Meteorological Office, é a maior velocidade do vento já registada no continente australiano. O Diretor Regional do Bureau, Len Broadbridge, disse que Vance foi um dos ciclones mais severos da história da Austrália. "As velocidades do vento experimentadas em Exmouth são possivelmente as mais fortes experimentadas por uma cidade australiana na história registada."

### Baixa tropical
Outra baixa tropical existiu de 20 a 21 de março.

### Ciclone tropical severo Frederic – Evrina
Este ciclone mudou-se para a área de responsabilidade da Reunião em 1 de abril.

### Ciclone tropical severo Gwenda
O ciclone Gwenda foi outro ciclone de categoria 5, o mais forte da temporada e o ciclone mais poderoso já registrado na região. Formou-se em 4 de abril e, felizmente, enfraqueceu antes de atingir o continente próximo a Port Hedland, Austrália, em 7 de abril. O dano foi mínimo. 

### Baixa tropical
Outra baixa tropical existiu de 16 a 19 de abril.

### Ciclone tropical Hamish
Este ciclone mudou-se para a área de responsabilidade da Reunião em 21 de abril na intensidade de um ciclone tropical. No entanto, foi designado F1 e não nomeado.

## Nomes de tempestade
Os ciclones tropicais são nomeados pelo Australian Bureau of Meteorology ou Papua Nova Guiné. Os ciclones tropicais são nomeados se forem sistemas não frontais de baixa pressão de escala sinótica que se desenvolvem sobre águas quentes, ou se a análise de intensidade de Dvorak indicar a presença de vendaval ou ventos mais fortes próximos ao centro. Portanto, sistemas tropicais com vendavais em um ou mais quadrantes, mas não próximos ao centro, não são nomeados. Todos os nomes atribuídos na região australiana são selecionados sequencialmente. Apenas os nomes usados durante esta temporada de ciclones estão listados abaixo. A lista completa de nomes para cada bacia pode ser encontrada nas listas oficiais da Organização Meteorológica Mundial.
Cada Centro de Alerta de Ciclone Tropical Australiano ( Perth, Darwin e Brisbane ) mantém uma lista de nomes organizados em ordem alfabética e alternando masculino e feminino. Os ciclones tropicais que se desenvolvem no sudeste do Oceano Índico são designados pelo Centro de Alerta de Ciclone Tropical em Perth. Essa região inclui as áreas a leste de 90 ° E, ao sul do Equador e a oeste de 125 ° E. Os ciclones tropicais que se desenvolvem ao sul do Equador entre 125 ° E e 141 ° E são designados pelo Centro de Alerta de Ciclone Tropical em Darwin, Território do Norte. Esta área inclui a maioria dos ciclones que se formam no Mar de Arafura e no Golfo Ocidental de Carpentaria. Os ciclones tropicais no Mar de Coral e Golfo Oriental de Carpentaria entre 141 ° E e 160 ° E e ao sul de 10 ° S são designados pelo Centro de Alerta de Ciclone Tropical em Brisbane, Queensland.
Perth
- Zélia - Alison - Billy - Cathy - Damien - Elaine - Frederic - Gwenda - Hamish

Darwin
- Thelma - Vance

Brisbane
- Olinda - Pete - Rona

Além disso, o Centro de Alerta de Ciclone Tropical em Porto Moresby, Papua-Nova Guiné reserva-se o direito de nomear ciclones que se desenvolvem no Mar de Salomão e no Golfo de Papua, ao norte de 10 ° S entre 141 ° E e 160 ° E. Os nomes são selecionados aleatoriamente da sua lista e retirados assim que são usados. Nenhum ciclone foi nomeado por este centro de alerta durante a temporada de 1998-1999.